# Бозворт (Міссурі)
Бозворт (англ. Bosworth) — місто (англ. city) в США, в окрузі Керролл штату Міссурі. Населення — 213 особи (2020).

## Географія
Бозворт розташований за координатами 39°28′12″ пн. ш. 93°20′8″ зх. д. / 39.47000° пн. ш. 93.33556° зх. д. (39.469909, -93.335558).  За даними Бюро перепису населення США в 2010 році місто мало площу 1,43 км², уся площа — суходіл.

## Демографія
Згідно з переписом 2010 року, у місті мешкало 305 осіб у 122 домогосподарствах у складі 71 родини. Густота населення становила 213 особи/км².  Було 158 помешкань (110/км²).
Расовий склад населення:
| - 98,7 % — білих |

До двох чи більше рас належало 1,0 %. Частка іспаномовних становила 3,0 % від усіх жителів.
За віковим діапазоном населення розподілялося таким чином: 27,2 % — особи молодші 18 років, 58,7 % — особи у віці 18—64 років, 14,1 % — особи у віці 65 років та старші. Медіана віку мешканця становила 36,4 року. На 100 осіб жіночої статі у місті припадало 95,5 чоловіків;  на 100 жінок у віці від 18 років та старших — 100,0 чоловіків також старших 18 років.
Середній дохід на одне домашнє господарство  становив 41 949 доларів США (медіана — 33 393), а середній дохід на одну сім'ю — 43 157 доларів (медіана — 36 250). Медіана доходів становила 36 250 доларів для чоловіків та 19 583 долари для жінок. За межею бідності перебувало 11,9 % осіб, у тому числі 9,8 % дітей у віці до 18 років та 9,4 % осіб у віці 65 років та старших.
Цивільне працевлаштоване населення становило 102 особи. Основні галузі зайнятості: транспорт — 15,7 %, виробництво — 15,7 %, будівництво — 14,7 %.